# Disporopsis jinfushanensis
Disporopsis jinfushanensis är en sparrisväxtart som beskrevs av Z.Y.Liu. Disporopsis jinfushanensis ingår i släktet Disporopsis och familjen sparrisväxter. Inga underarter finns listade i Catalogue of Life.